# Александровски мост
Александровският мост е мост над Янтра в село Първомайци. Той е първият Лъвов мост в България.

## История
Александровският мост е строен веднага след Освобождението и е завършен през 1880 г. Проектиран е от чеха Иржи Прошек по модела на моста Санто Анжелико в Рим, като има и елементи от Карловия мост в Прага. Строежът му е посветен на Александър Батенберг. Той е сред първите построени в Княжество България. Това е първият Лъвов мост в България, предшестващ с 9 години едноименния софийски мост.
Освен с барелеф на Александър I, мостът е украсен с каменна скулптура на лъв, стъпкващ с предните си лапи змия. Заради нея мостът е известен и като „Лъвов“.
През 2019 г. екип на „Историограф“ обновява барелефа на княз Александър Батенберг. През 2021 г. е ремонтиран от екип на „Пътни строежи – Велико Търново“ – стабилизирани са парапетите и част от устоите на съоръжението. Средствата са изцяло от бюджета на Агенция „Пътна инфраструктура“.

## Композиция
На моста е разположена фигура на лъв и барелеф на княз Александър Батенберг.
Оригиналният лъв, поставен на моста през 1880 г. е съборен в река Янтра при автомобилна катастрофа през 1979 г. През 1947 г. барелефът на Александър Батенберг е заменен с петолъчка. През 2008 г., по инициатива на кмета на с. Първомайци, на моста е поставена нова скулптура на лъв, а барелефът на княз Александър Батенберг е възстановен.